# Zetman (série manga)
Pour les articles homonymes, voir Zetman.
Zetman est un manga de Masakazu Katsura. Il a été prépublié entre octobre 2002 et juillet 2014 dans le magazine Young Jump de l'éditeur Shūeisha et a été compilé en vingt tomes en octobre 2014. La version française est publiée par Tonkam.
Une adaptation en série télévisée d'animation de treize épisodes produite par le studio TMS Entertainment a été diffusée entre avril et juin 2012 sur la chaine Yomiuri TV. En France, la série est éditée par Black Box.

## Synopsis
Jin est un garçon mystérieux, vivant en autarcie et élevé par son grand-père Goro. Le jeune homme est en réalité ZET, produit du projet N.E.T., lancé par la corporation Aamgi, qui avait pour but de créer le parfait combattant pour lutter contre les Players, créatures monstrueuses, également créations de la corporation Amagi.
Jin sera également confronté à Kouga Amagi, petit-fils du fondateur de ladite corporation, qui utilise contre les Players une combinaison de combat de haute performance et des gadgets adaptés, issus du projet Alphas.

## Personnages
Jin Kanzaki (神崎 人, Kanzaki Jin)
Voix japonaise : Daisuke Namikawa, voix française : Pascal Gimenez
Goro Kanzaki (神崎 悟郎, Kanzaki Gorō)
Voix japonaise : Mitsuo Senda
Akemi Kawakami (川上 明美, Kawakami Akemi)
Voix japonaise : Risa Hayamizu, voix française : Dany Beneditto

## Manga
Zetman est à l'origine un one shot écrit par Masakazu Katsura en 1994. Il a été compilé dans un recueil intitulé Zetman regroupant trois autres one shot. La série a ensuite débuté en 2002 dans le magazine Young Jump, et le premier volume relié est publié le 9 novembre 2003 par l'éditeur Shūeisha. La première partie du manga prend fin le 24 juillet 2014 et comporte 20 tomes.
La série est éditée en version française par Tonkam. La série est également éditée en Espagne par Glénat.

### Liste des volumes
| no | Japonais         | Japonais          | Français          | Français          |
| no | Date de sortie   | ISBN              | Date de sortie    | ISBN              |
| --- | ---------------- | ----------------- | ----------------- | ----------------- |
| 1 | 9 novembre 2003  | 4-08-876529-X     | 17 août 2004      | 2-8458-0607-8     |
| Extra : À l'occasion des 15 ans de l'éditeur français, le tome 1 de Zetman a été réédité le 18 juin 2008 dans une édition spéciale comportant 6 cartes postales. |                  |                   |                   |                   |
| 2 | 19 novembre 2003 | 4-08-876530-3     | 25 février 2005   | 2-8458-0608-6     |
| 3 | 19 mai 2004      | 4-08-876610-5     | 24 juin 2005      | 2-8458-0622-1     |
| 4 | 17 décembre 2004 | 4-08-876720-9     | 25 février 2006   | 2-8458-0709-0     |
| 5 | 17 juin 2005     | 4-08-876808-6     | 12 juillet 2006   | 2-8458-0710-4     |
| 6 | 19 décembre 2005 | 4-08-876893-0     | 10 janvier 2007   | 978-2-84580-953-6 |
| 7 | 19 juillet 2006  | 4-08-877114-1     | 4 avril 2007      | 978-2-7595-0005-5 |
| 8 | 19 octobre 2007  | 978-4-08-877340-7 | 16 avril 2008     | 978-2-7595-0117-5 |
| 9 | 18 avril 2008    | 978-4-08-877416-9 | 27 août 2008      | 978-2-7595-0188-5 |
| 10 | 19 août 2008     | 978-4-08-877493-0 | 21 janvier 2009   | 978-2-7595-0251-6 |
| 11 | 19 décembre 2008 | 978-4-08-877565-4 | 3 juin 2009       | 978-2-7595-0317-9 |
| 12 | 19 mai 2009      | 978-4-08-877637-8 | 7 octobre 2009    | 978-2-7595-0324-7 |
| 13 | 19 octobre 2009  | 978-4-08-877718-4 | 17 février 2010   | 978-2-7595-0391-9 |
| 14 | 19 avril 2010    | 978-4-08-877803-7 | 21 juillet 2010   | 978-2-7595-0392-6 |
| 15 | 17 décembre 2010 | 978-4-08-879080-0 | 18 mai 2011       | 978-2-7595-0393-3 |
| 16 | 19 octobre 2011  | 978-4-08-879186-9 | 25 avril 2012     | 978-2-7595-0808-2 |
| 17 | 29 mars 2012     | 978-4-08-879292-7 | 12 septembre 2012 | 978-2-7595-0809-9 |
| 18 | 19 novembre 2012 | 978-4-08-879436-5 | 10 avril 2013     | 978-2-7595-0919-5 |
| 19 | 19 décembre 2013 | 978-4-08-879810-3 | 2 juillet 2014    | 978-2-7560-6131-3 |
| 20 | 17 octobre 2014  | 978-4-08-890025-4 | 22 avril 2015     | 978-2-7560-6714-8 |

## Anime
La production d'une série télévisée d'animation a été annoncée en octobre 2011 lors de la sortie du 16e volume du manga. Elle est produite par TMS Entertainment avec une réalisation de Osamu Nabeshima et un scénario de Atsuhiro Tomioka,. Elle a été diffusée sur Yomiuri TV entre le 2 avril et le 26 juin 2012 et comporte treize épisodes. En France, la série est éditée en DVD par Black Box.

## Roman
Un roman nommé Alphas Zetman Another Story est sorti le 29 mars 2012 au Japon et le 10 avril 2013 en version française.